# 狐狸皮星雲
NGC 2264俗稱狐皮星雲、狐毛星雲或狐狸皮星雲（Fox Fur Nebula），是位於麒麟座聖誕樹星團內的星雲。

## 資訊
這個令人迷惑的氣體和塵埃集團位於獵戶座舉起的右臂不遠處的麒麟座內。這是更大的複合體，一般所知的聖誕樹星團，中一個小部分的特寫鏡頭，神秘的錐狀星雲也是這個複合星雲的一部分。
星雲中紅色的部分是由星團中高熱的藍色恆星輻射出的紫外線激發了星雲自身的氫氣造成的。藍色的區域是由不同的過程發光：它們是許多的塵埃反射同一批恆星的光線而產生偏藍色的光。
它有如此通俗的名稱是因為這個星雲看起來像是由紅狐狸頭部的皮毛所製成的女用披肩。

## 外部連結
- The Fox Fur Nebula （页面存档备份，存于）
- APOD: 2008 April 22 - The Fox Fur Nebula （页面存档备份，存于）
- APOD: 2005 March 14 - The Fox Fur Nebula （页面存档备份，存于）
- APOD: 2002 July 1 - The Fox Fur Nebula （页面存档备份，存于）
- The Fox Fur Nebula
- The Fox Fur Nebula （页面存档备份，存于）
- Best of AOP: The Fox Fur Nebula （页面存档备份，存于）
- The Fox Fur Nebula - SciForums.com （页面存档备份，存于）
- APOD: 14 marca 2005 - The Fox Fur Nebula
- Cone and Fox Fur Nebula Region （页面存档备份，存于）
- Fox Fur Nebula Photo （页面存档备份，存于）